# Cerrado
De cerrado is een savanne-achtig gebied in het centrale westen van Brazilië.
Met een oppervlakte van anderhalf tot twee miljoen km² omvat het ongeveer 20% van het Braziliaanse grondgebied en is daarmee het grootste gebied van dit type in Zuid-Amerika. De cerrado bestrijkt de deelstaten Goiás, Tocantins, Mato Grosso, Mato Grosso do Sul en grote delen van Minas Gerais, São Paulo, Paraná, Maranhão, Bahia en Piauí.

## Klimaat
Er heerst een tropisch savanneklimaat met periodieke droogte. In het regenseizoen (zomer), dat van oktober tot april duurt, valt het overgrote deel van de jaarlijkse 1100 tot 1600 millimeter neerslag. De rest van het jaar kent het gebied een uitgesproken droge periode (winter). Vele van de bomen en planten hebben zich aangepast aan lange droogtes en kunnen bosbranden doorstaan.

## Vegetatie en bodem
De cerrado ontleent zijn naam aan de ondoordringbaarheid van het gebied. Cerrado betekent letterlijk 'gesloten' in het Portugees en het boom- en struikgewas in dit gebied is praktisch ondoordringbaar. De gewassen vertonen vele kronkels en bochten, deze groeivorm ontstaat doordat de planten te lijden hebben door de karige zure grond en de vele branden in de droge tijd.
De cerrado kan onderverdeeld worden in vier verschillende types naargelang de soort begroeiing en de dichtheid ervan:
- Campo limpo: volledig open grasland met enkele bomen en struiken;
- Campo sujo: grasland met struiken en enkele bomen;
- Campo cerrado: savanne, wildernis;
- Cerradão: wildernis of overgangsvorm tussen savanne en oerwoud.

Typisch voor de cerrado is dat deze verschillende types op korte afstand in elkaar kunnen overgaan. Soms is de grens tussen campo limpo en cerradão minder dan een meter. Het type vegetatie wordt bepaald door de aanwezigheid van water en nutriënten in de bodem.
De bodems in de cerrado zijn oud en verweerd zodat hierin weinig voedingsstoffen voorkomen; het zijn 'arme' bodems. Erosie kan soms jongere, minder verweerde lagen naar boven brengen. Hierin kan er in historische erosiegeulen cerradão ontstaan. Op hellingen kan grondwater bovenkomen, wat ook tot de vorming van cerradão kan leiden. Meestal is er echter sprake van een samenspel tussen de aanwezigheid van water en nutriënten.

## Biodiversiteit
Gemeten per hectare heeft de cerrado een zeer hoge biodiversiteit. Een niet te onderschatten aantal van de voorkomende vogelsoorten zijn endemisch. Zoogdieren zoals de reuzenmiereneter, het reuzengordeldier, de jaguar, de Goliathvogelspin en de manenwolf leven in de cerrado. De cerrado is door Conservation International aangeduid als een van de globale biodiversiteitshotspots vanwege z'n hoge graad van endemisme en omdat er al veel natuur verloren is gegaan.
Over langere afstand is deze biodiversiteit redelijk constant. Binnen de cerrado wordt de biodiversiteit over langere afstand vooral bepaald door klimaatfactoren. Er bestaan zelfs bomen die zowel in de cerrado als in het tropisch regenwoud groeien.
Binnen de cerrado bevinden zich plaatsen met microklimaten die een grote lokale biodiversiteit herbergen, zoals vochtige rivierdalen of karstkraters waar de plaatselijke omstandigheden een weelderige tropische begroeiing toelaten.
Wanneer Europa gebukt gaat onder een ijstijd, verandert de cerrado in tropisch regenwoud. Omgekeerd verandert het regenwoud in het Amazonegebied dan in cerrado. Misschien verklaart de distributie van biodiversiteit waarom dit zo snel gebeurt. 
Op ontgonnen cerrado wordt met 'correctie' (verrijking) van de grond veel rijst verbouwd. De sojaboeren hebben ook de cerrado ontdekt. Grootschalige sojaplantages vormen nu een serieuze bedreiging voor de cerrado.